# Alpaida alticeps
Alpaida alticeps es una especie de araña tejedora de orbe del género Alpaida, de la familia Araneidae, orden Araneae. Fue descrita por Keyserling en 1879.
Se distribuye por América del Sur: Brasil y Paraguay. Fue publicada en Neue Spinnen aus Amerika. Verhandlungen Der Kaiserlich-Königlichen Zoologisch-Botanischen Gesellschaft in Wien 29: 293-350, Pl., 4.